# Maria d'Aragó i d'Anjou
Maria d'Aragó i d'Anjou (1299 – Barcelona, 1347) fou princesa d'Aragó. Filla de Jaume II d'Aragó i la seva segona muller, Blanca de Nàpols es casà a l'església de Santa Maria la Major de Calataiud amb Pere de Castella i de Molina, fill del rei Sanç IV de Castella. Fou la impulsora de la fundació del Monestir de Montsió de les monges dominiques.